# Lufthansa-Flug 5634
Am 6. Januar 1993 verunglückte auf dem Lufthansa-Flug 5634 (Flugnummer LH5634) eine De Havilland DHC-8-311. Die Maschine der Stuttgarter Fluggesellschaft Contact Air wurde für Lufthansa CityLine eingesetzt, welche wiederum diesen Linienflug von Bremen zum Flughafen Paris-Charles-de-Gaulle im Auftrag von Lufthansa durchführte.
Während des Anflugs auf Paris war die bereits zur Landung freigegebene Bahn 27 (jetzt 27 L) kurzfristig gesperrt worden, so dass die Piloten ein Swing-Over-Manöver durchführten, um auf die Bahn 28 (jetzt 26 R) zu wechseln. Die Maschine schlug um 19:20 Uhr Ortszeit rund 1,8 Kilometer vor dieser Landebahn auf, dabei kamen vier der 19 Insassen ums Leben, die vierköpfige Besatzung überlebte den Absturz.

## Flugzeug und Besatzung
Die verunglückte Turboprop-Maschine des Typs De Havilland DHC-8-311 mit dem Luftfahrzeugkennzeichen D-BEAT wurde von zwei PW123-Triebwerken des Herstellers Pratt & Whitney angetrieben. Das Flugzeug absolvierte seinen Erstflug am 14. August 1990 und wurde am 26. August an Contact Air ausgeliefert, welche die Maschine zunächst für die DLT Deutsche Luftverkehrsgesellschaft, die Vorgängerin der späteren Lufthansa CityLine, betrieb. Eineinhalb Jahre später übernahm die DLT das Flugzeug, ließ es jedoch weiterhin durch Contact Air in eigenem Auftrag betreiben. Zum Unfallzeitpunkt hatte das Flugzeug 5.973 Betriebsstunden.
Den Flugunterlagen zufolge wurden die zulässigen Beladegrenzen nicht überschritten und die Schwerpunktlage eingehalten.
Der 54-jährige Flugkapitän hatte zum Unfallzeitpunkt seit ca. sechs Jahren seine Verkehrspilotenlizenz und eine Flugerfahrung von 11.924 Stunden, davon 2.003 auf diesem Flugzeugtyp. Der 25-jährige Erste Offizier, der zum Unfallzeitpunkt für die Steuerung zuständig war, hatte seine ATPL seit eineinhalb Jahren und eine Flugerfahrung von 500 Stunden, davon 293 auf diesem Flugzeugtyp.

## Flugverlauf
Das Flugzeug hob um 17:30 planmäßig vom Flughafen Bremen ab und stieg auf seine Reiseflughöhe von 24.000 ft (7.315 m). Die Besatzung erhielt 25 Minuten vor dem Unfall zunächst die Erlaubnis, diese zu verlassen, um schließlich in einer Höhe von 4.000 ft (1.219 m) den ILS-Gleitpfad für die Landebahn 27 aufzunehmen, was um 19:14 Uhr, rund 25 Kilometer (14 NM) vor der Landebahn geschah.
Kurz darauf berührte eine Boeing 747 der Korean Air bei der Landung auf Landebahn 27 mit einem Triebwerk den Boden, woraufhin diese Bahn bis auf weiteres von der Flugsicherung gesperrt wurde. Der Fluglotse fragte die Besatzung des Flugs LH5634, ob sie eine Linkskurve ausführen könnte, um den ILS-Gleitpfad der parallelen und 15 Meter längeren Landebahn 28 aufzunehmen (siehe Swing Over). Der für die Kommunikation zuständige Kapitän bejahte dies („of course we can“). Der Fluglotse leitete LH5634 an seinen für die Südbahn zuständigen Kollegen weiter, welcher der Besatzung mitteilte, dass sie sich 1,5 Meilen vor der Landebahnschwelle befände. Die Piloten wurden gefragt, ob sie die Landebahn bereits sehen könnten. Sie verneinten dies und teilten mit, dass sich die Maschine in einer dichten Wolkendecke befände. Der Fluglotse wies die Besatzung daraufhin an, den aktuellen Steuerkurs zu halten und sich auf ein eventuelles Fehlanflugverfahren einzustellen: „Ok you continue present heading it would … could may be … it will be a missed approach. Report runway in sight if you can“ (deutsch: „Ok, behalten sie ihren aktuellen Steuerkurs bei, es wäre … könnte eventuell … wird ein Fehlanflug sein. Melden Sie Sichtkontakt mit der Landebahn wenn möglich.“)
Als der Fluglotse der Besatzung um 19:19 Uhr mitteilte, dass sie die Landebahnschwelle soeben überfliege, verschwand das Flugzeug fast gleichzeitig vom Radar. Ebenso antworteten die Piloten nicht mehr auf seine Funksprüche. Um 19:20 Uhr wurde deshalb vom Kontrollturm ein Notfall erklärt.
Das Wrack des Flugzeugs, das nach dem Aufschlag noch 400 m über den Boden gerutscht war, wurde gegen 19:55 Uhr in einer Vertiefung 1 km vor der Landebahnschwelle und etwa 500 m nördlich des üblichen Anflugkurses gefunden. Bei dem Unfall kamen vier Passagiere, darunter ein Kind, ums Leben. Zudem wurden fünf Personen schwer sowie weitere elf Personen leicht verletzt, darunter die vier Besatzungsmitglieder. Vier Fluggäste blieben unverletzt. Die Maschine wurde aufgrund der Schäden als Totalverlust abgeschrieben.
Zum Unfallzeitpunkt herrschte am Flughafen ein Südsüdwestwind aus einer Richtung von 190 bis 200 Grad und mit einer Geschwindigkeit von 10 bis 14 Knoten. Die Sichtweite am Boden betrug zwischen 700 und 1400 Metern. Die Wolkenuntergrenze lag zwischen 200 und 600 Fuß bei einer Luftfeuchtigkeit von 100 % sowie einer Temperatur um 9 Grad Celsius.

## Unfallursache
Die Untersuchung ergab, dass der Erste Offizier 80 Sekunden vor dem Aufschlag den Autopilot deaktivierte und weitere zehn Sekunden später die beiden Schubhebel auf Leerlauf standen. Das Flugzeugmuster hat keine automatische Schubkontrolle. Das Ground Proximity Warning System (GPWS), das auf eine zu hohe Sinkrate hinweist, löste 53 Sekunden vor dem Aufprall erstmals den Alarm „SINK RATE“ aus. Anschließend waren die Alarmtöne „TERRAIN“ und „PULL UP“ für 47 Sekunden bis zum Aufschlag zu hören.
Der Unfall wurde durch ein Fehlverhalten der Besatzung verursacht, auch wenn die Wetterbedingungen, vor allem Sichtweite und Bewölkung, schlecht waren und das ohnehin anspruchsvolle Swing-Over-Manöver noch mehr Konzentration erforderte. Die Piloten bemerkten ihre zu hohe Sinkrate nicht oder zu spät, obwohl vom GPWS zahlreiche akustische Warnmeldungen ausgingen. Des Weiteren vergaßen sie, die Landeklappen auszufahren, ohne die bei niedrigen Geschwindigkeiten ein Strömungsabriss schneller eintritt. Wie vom Fluglotsen angedeutet, hätte die Crew bei ausbleibendem Sichtkontakt mit der Landebahn durchstarten und ein Fehlanflugverfahren durchführen müssen.

## Folgen
Nach dem Unfall wurde in den Medien das Lufthansa-CityLine-Konzept kritisiert: Es liefere eine „Mogelpackung“, da die Flüge von Fremdfirmen durchgeführt werden, die der bei Lufthansa üblichen Pilotenausbildung und den Sicherheitsstandards nicht gerecht würden.